# 오극렬
오극렬(吳克烈, 1930년 1월 7일 ~ 2023년 2월 9일)은 조선민주주의인민공화국의 군인 겸 정치인이다. 국방위원회 부위원장 겸 조선로동당 작전부장이다. 당 중앙정치국 후보위원, 조선인민군 대장, 최고인민회의 제11기 대의원(현 361호 선거구)이다.

## 생애
1930년 1월 7일 함경북도 온성군에서 오중성 (오중흠으로도 알려짐)의 외동 아들로 태어났다. 1947년에 세워진 만경대 혁명학원, 김일성종합대학을 나와 소련 프룬제군사대학을 졸업(1962년에 유학)했다. 1964년 11월 조선인민군 소장으로 진급, 김책공군대학 학장에 취임했고, 1967년 10월 조선인민군 중장으로 진급하면서 공군 사령관이 됐다. 1967년 11월 최고인민회의 제4기 대의원에 선임됐고, 1970년 11월에는 조선로동당 중앙위원회 위원에 선임됐다. 1972년 12월 인민공화국 최고인민회의 제5기 대의원이 되고 1974년과 1975년 조선인민군 공군사령관과 1977년 10월 인민군 부총참모장, 1977년 11월 공화국 최고인민회의 제6기 대의원, 1979년 9월 조선인민군 총참모장 겸 당 정치국 후보위원이 됐다.
1980년 9월 인민군 상장을 거쳐, 1985년 4월 인민군 대장으로 진급했다. 1988년 2월 조선인민군 총참모장에서 물러났다. 1988년 9월 당 민방위부 부장, 1989년 당 중앙위원회 작전부장, 당 중앙위원 등을 역임했다. 2009년 2월에 국방위원회 부위원장에 선출됐다. 2009년 4월 9일 조선민주주의인민공화국 최고인민회의 제12기 제1차회의에서 국방위원회 부위원장에 재선되었다.
2012년 4월 11일 열린 조선로동당 제4차당대표자회에서 당 중앙정치국 후보위원으로 선출되었다.

## 수상
- 1982년 김일성 훈장
- 1992년 김일성 훈장

## 일화
- 일제 말기 이른바 '김일성 부대' 대원이었던 오중성의 외아들로 조선민주주의인민공화국이 '김일성 부대'의 귀감으로 내세우는 오중흡은 5촌 당숙이다. 조선민주주의인민공화국에서는 80년대 혁명에 충실한 오중흡의 형제들을 각색한 조선예술영화 "유격대오형제"라는 영화를 만들어서 당에 대한 충실성교양에 사용하고 있었다.
- 이른바 '혁명 2세대'로 만경대혁명학원 1기생이다.
- 공군사령관 시절에 공군 전력 강화에 공을 세운 것으로 평가된다. 1979년과 1980년에 각각 군 총참모장과 당 정치국 위원으로 군부내 실세였으나 오진우와 불화로 일선에서 물러났다.
- 김정일의 술친구로 알려졌다.
- 정치지도원으로 인하여 조선인민군이 이원화되어 지휘계통에 문제가 발생하자 이를 지적하고 김정일에게 정치지도원 제도를 폐지하길 건의했다. 김정일이 이를 적극적으로 수용하여 아버지인 김일성에게 최종검토를 받으러 갔을 때 김일성은 분노하여 "정치지도원이 없으면 군대가 누구에게 총을 겨눌 것 같냐?"고 반문하면서 오극렬이 건의한 정치지도원 제도 폐지를 전면 백지화시키고 정치지도원 제도를 존치시켰다. 그 이후 김일성이 사망하자 황장엽 등이 반기를 들었으나 김정일은 정치지도원의 도움으로 황장엽 등을 제압하고 정권을 넘겨받을 수 있었다.
- 오극렬이 수퍼노트 제작과 유통의 핵심 인물이라는 보도가 나왔다.[3]
- 2009년 김정일 건강 악화설이 불거지면서 '김정일이 당 군사위원회 핵심인 오극렬과 장성택에게 권력을 맡겼다'는 얘기가 흘러나왔다.
- 2009년 7월 8일 김일성 주석 15주기 중앙추모대회 주석단 서열에서 오극렬이 7위에 자리했다. 오극렬이 주석단 서열에 포함된 것은 이번이 처음이었다.
- 인물평으로는 하루 만보 걷기를 실천하며 독서로 가다듬은 예리한 분석력을 지녔다는 평이다.
- 영어, 러시아어, 중국어에 능통하다.

## 가족 관계
- 아버지 : 오중성
- 어머니 : ?
- 부인 : ? - 자녀를 2남 5녀를 낳았다.
  - 장녀 오혜영 - 4.25 예술영화촬영소 시나리오 작가로 활동중이다.
  - 장남 오세욱

## 참고 목록
- 조명록
- 오진우
- 조선민주주의인민공화국 국방위원회